# Kenbak-1
Kenbak-1 được Bảo tàng Lịch sử Máy tính và Bảo tàng Máy tính Hoa Kỳ công nhận là một trong những "máy tính cá nhân" đầu tiên trên thế giới, do John V. Blankenbaker (1930-) của Tập đoàn Kenbak phát minh vào năm 1970, và được bày bán lần đầu tiên vào đầu năm 1971. Chỉ có 50 máy đã được chế tạo. Hệ thống này ban đầu được bán với giá 750 USD. Ngày nay chỉ có 14 máy được tin là tồn tại trên toàn thế giới, nằm trong tay của các nhà sưu tập khác nhau. Quá trình sản xuất Kenbak-1 bị dừng lại vào năm 1973 khi Kenbak phá sản, và bị hãng CTI Education Products, Inc đoạt lấy. CTI đã cho đổi lại thương hiệu và đổi tên thành H5050, mặc dù doanh số vẫn không sụt giảm.
Kể từ lúc Kenbak-1 được phát minh ra trước cả bộ vi xử lý đầu tiên, máy không có một con chip CPU nhưng thay vào đó nó chỉ dựa hoàn toàn vào các chip tích hợp nhỏ TTL. Máy 8-bit có bộ nhớ 256 byte, chạy trên thanh ghi MOS cổng silicon kiểu 1404 của Intel. Thời gian chu trình chỉ dẫn là 1 phần triệu giây (tương đương với chỉ dẫn tốc độ đồng hồ 1 MHz), nhưng tốc độ thực thi trung bình dưới 1000 lệnh mỗi giây do các ràng buộc về mặt kiến trúc như chậm truy cập vào bộ nhớ nối tiếp.
Máy được lập trình bằng mã máy thuần túy sử dụng một loạt các nút bấm và công tắc. Đầu ra bao gồm một dãy đèn.